# 角叶鞘柄木
角叶鞘柄木（学名：Torricellia angulata）为鞘柄木科鞘柄木属的植物，为中国的特有植物。分布于中国大陆的西藏、四川、湖北等地，生长于海拔900米至2,000米的地区，多生于林缘及溪边，目前尚未由人工引种栽培。

## 别名
烂泥树（湖北西部）

## 异名
- Toricellia angulata Oliv. var. intermedia (Harms) Hu